# Ralf Edström
Ralf Sigvard Edström, född 7 oktober 1952 i Degerfors i Värmland, är en svensk före detta fotbollsspelare, allmänt ansedd som en av svensk fotbolls allra största spelare på 1970-talet.
På klubblagsnivå vann han SM-guld med Åtvidaberg och som proffs på meritlistan har Ralf Edström två seriesegrar i Nederländerna plus två cupsegrar, cupmästare i Belgien och fransk ligamästare. Han fick Guldbollen 1972 och 1974. I landslaget, där han debuterade redan som 19-åring, bildade han under flera år en stark anfallsduo tillsammans med Roland Sandberg. Edström blev snabbt känd för sitt starka huvudspel som gav de lag han spelade för många viktiga poäng – inklusive landslaget i kvalspel. Ändå är det hans volleymål från VM 1974 mot värdnationen Västtyskland, där Sverige slutade på en femteplats, som ses som hans bästa och ett av de mest klassiska målen i svensk landslagsfotboll genom alla tider.
Efter den aktiva karriären fungerade Edström som expertkommentator på Sveriges radio i över 30 år, detta under både landskamper och matcher i Allsvenskan. 
Edström är som medlem nr 2 invald i Svensk fotbolls Hall of Fame.

## Biografi

### Karriär som fotbollsspelare
Edström spelade som junior i brukslaget Degerfors IF. Då han var storväxt fick han redan som 13-åring spela med 16-åringarna i klubben och redan 15 år gammal debuterade han sedan år 1968 i A-laget. Detta i en match mot Sundbyberg då Degerfors låg i division 2. Edström gick år 1971 till Åtvidabergs FF där han redan första året var med om att vinna svenska cupen. De följande två säsongerna, 1972 och 1973, blev klubben svenska mästare.
Tack vare framgångarna i klubblaget, där Edström tillsammans med Roland Sandberg stod för merparten av lagets mål, fick Edström debutera i landslaget endast 19 år gammal; mot Danmark den 29 juni 1972. Under debutsäsongen spelade han fyra landskamper och gjorde hela åtta mål varav tre mål mot Sovjetunionen i en match som slutade 4–4. Samma höst blev det två mål mot Norge och tre mot Malta. Han fick utmärkelsen Guldbollen för året 1972. Framförallt Edströms skarpa huvudspel i straffområdet skapade rubriker och han blev känd som "Mr Nickson".
 

Den 13 juni 1973 spelade Sverige en viktig VM-kvalmatch borta mot Ungern på Nepstadion. Edström stod då för ett sent kvitteringsmål då man spelade 3–3 vilket gav fortsatt hopp om VM-spel 1974 – vilket också senare blev av. Sommaren 1973 betalade PSV Eindhoven en halv miljon kronor för Edström och i hans första säsong i PSV gjorde han 19 mål i ligan när PSV blev fyra, och ett av målen i cupfinalen som PSV vann mot NEC.

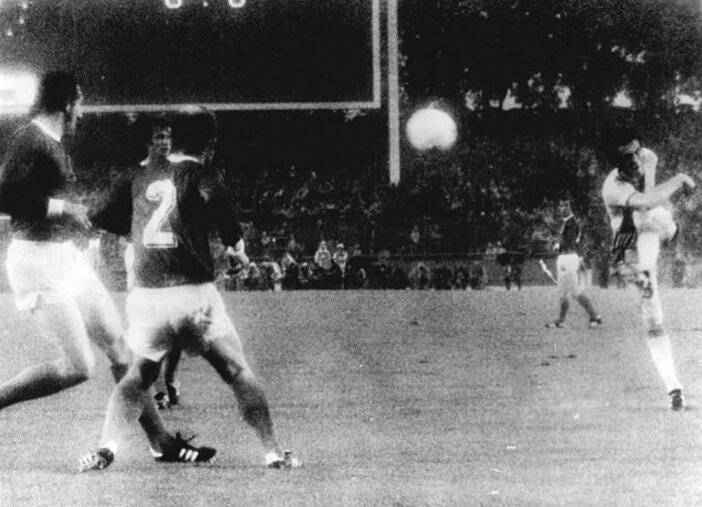
Ralf Edströms volleyskott, som gav 1–0 i VM-matchen 1974 mot Västtyskland.

Ralf Edström etablerade sig raskt som Sveriges store anfallare och bildade under VM i fotboll 1974, där han spelade sex matcher, anfallspar med radarpartnern Roland Sandberg – som nu liksom Edström lämnat Sverige och blivit proffs. 
Med sina första två mål mot Uruguay bidrog Edström starkt till att Sverige tog sig vidare i VM-turneringen. Edströms tredje mål, blev ett berömt volleyskott mot de blivande världsmästarna Västtyskland. Målet betydde 1–0 till svenskarna som i det läget hade allt i egna händer att kunna ta sig till en sensationell VM-final. Till sist stod dock tyskarna som segrare med 4–2. Edström stod för sitt fjärde VM-mål mot Jugoslavien, och Sverige kom till slut femma i mästerskapet. På hösten 1974 fick Ralf Edström Guldbollen för andra gången.
Följande säsong vann PSV ligan och nådde semifinal i Cupvinnarcupen, och i EM-kvalmatchen på Råsunda mot Jugoslavien den 4 juni 1975 gjorde Edström sitt femtonde och sista mål för landslaget. 1975/76 vann PSV den inhemska dubbeln efter att Edström avgjort cupfinalen mot Roda i förlängningen. PSV nådde även semifinal i Europacupen. Den 11 maj 1976 fick Edström en elakartad sträckning i låret i en landskamp mot Danmark som förstörde det kommande året.  
Från Nederländerna köptes han hem till IFK Göteborg sommaren 1977. Edström ville hem till Sverige och läka ihop sina skador. I IFK Göteborg blev det succé direkt, två mål i debuten i Svenska cupen mot IF Verdandi.
I VM-kvalmatchen mot Norge på Ullevål i Oslo i Norge den 7 september 1977 tacklades Edström brutalt av den norske mittbacken Svein Grøndalen vilket ledde till ett flera månader långt skadeuppehåll. 
Sedan Sverige hade kvalificerat sig till VM-slutspelet i Argentina 1978 spelade Edström i samtliga matcher (inhopp mot Brasilien och Österrike, samt start och utbytt mot Spanien). 2014 berättade Edström att han blev bortförd av beväpnade män från den argentinska militärjuntan.
Den 24 maj 1979 var Edström med och vann Svenska cupen med IFK Göteborg mot hans gamla klubb Åtvidabergs FF i finalen.
Det blev sedan ännu en proffssejour. Sommaren 1979 flyttade Edström till belgiska Standard Liège där han gjorde 18 mål för Standard och blev tvåa i den belgiska ligan 1979/80. Den 12 november 1980 spelade Edström sin 40:e och sista landskamp i VM-kvalmatchen mot Israel i Tel Aviv. Den 7 juni 1981 blev Edström cupmästare med Standard och blev målskytt i finalen mot KSC Lokeren. Han gjorde 9 mål på 20 ligamatcher, innan flytten gick till AS Monaco. 1981/82 gjorde Edström 15 mål för klubben och blev fransk ligamästare. Det var för Monaco han gjorde sin karriärs sista match. Den 4 december 1982 kolliderade han mot RC Lens målvakt och knät vek sig under honom.
Efter tiden i Monaco, där han avslutade med den svåra korsbandsskadan, skrev han på kontrakt med Örgryte i förhoppningen om allsvenskt spel efter rehabiliteringsträningen. Den svårläkta skadan gjorde dock, att han aldrig fick dra på sig Örgrytes matchtröja. Efter avslutad spelarkarriär verkade Edström som lagledare i Örgryte (1987).

### Karriär som kommentator
Under 32 år arbetade Edström som expertkommentator vid Radiosportens fotbollssändningar. 
Edström intog stundtals en kritisk inställning till Zlatan Ibrahimovićs insatser i landslaget. I samband med Sveriges kvalmatch till VM 2010 den 10 september 2008 mot Ungern på Råsunda kritiserade Edström "Ibras" insats å det kraftigaste. Ibrahimović svarade på kritiken genom att säga att Edström inte dög till annat än arbete i Ibrahimovićs trädgård. Edström uppmärksammades därefter för att han, på ett skämtsamt vis, presenterade sig som "trädgårdsarbetare Edström" på sitt mobilsvar. Inom "vanligt" arbetsliv har han annars som ung varit kommunalarbetare i Degerfors och kontorist hos Facit, då han genomgått kontorskurs i Linköping 1971-72.
Den 1 juni 2015 kommenterade Edström sin sista match när IFK Göteborg och Djurgårdens IF spelade. Trots tidigare operationer för cancer och varbildning i bröstet, så var det ryggproblem, som medförde att han avslutade kommentatorskarriären tidigare än vad kontraktet gällde. I samband med detta sände Sveriges Radio även serien Radiomänniskan Ralf Edström i tre delar 8–21 mars 2015.

### Stor grabb och Hall of Fame

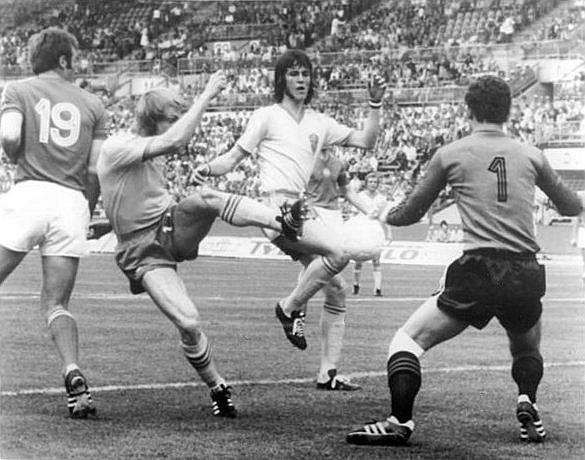
Ralf Edström (i mitten) i matchen mellan Bulgarien och Sverige under VM i fotboll 1974.

Edström blev år 1973 Stor grabb inom svensk fotboll och år 2003 valdes han i den första selektionen som medlem nr 2 in i Svensk fotbolls Hall of Fame. Han presenteras där med texten:

"Tillförde huvudspelet en ny dimension. Samlade, med detta som grund, mästartitlar i fyra olika länder. Efter karriären uppskattad och orädd expertkommentator i radio."

## Utanför planen
Ralf Edström är far till fotbollsspelarna Pierre Edström och Joakim Edström samt handbollsspelaren Jessica Edström (IK Sävehof).
Under tidigt 70-tal var Edström bandymålvakt i Kanada BK från Degerfors. Laget spelade på den tiden i tredje- och fjärdedivisionen och bland lagkamraterna fanns bland annat Yrjo Toivonen, pappa till Ola Toivonen.
Utöver arbetet i radion har Edström arbetat med att samla in pengar till handikappidrotten.
Ralf Edström har tävlat i På spåret tillsammans med Maria Tjärnlund. 

## Spelarstatistik

### Klubblagshistorik (senior)[33]
- 1968–1971 –  Degerfors IF[a]
- 1971 –  Åtvidabergs FF, 22 matcher/6 mål
- 1972 –  Åtvidabergs FF, 19/16
- 1973 –  Åtvidabergs FF, 11/6
- 1973/1974 –  PSV Eindhoven, 33/19
- 1974/1975 –  PSV Eindhoven, 32/16
- 1975/1976 –  PSV Eindhoven, 29/15
- 1976/1977 –  PSV Eindhoven, 18/5
- 1977 –  IFK Göteborg, 8/4
- 1978 –  IFK Göteborg, 17/6
- 1979 –  IFK Göteborg, 12/4
- 1979/1980 –  Standard Liège, 31/18
- 1980/1981 –  Standard Liège, 20/9
- 1981/1982 –  AS Monaco, 35/15
- 1982/1983 –  AS Monaco, 14/1
- 1983 –  Örgryte IS, 0/0
- 1984 –  Örgryte IS, 0/0
- 1985 –  Örgryte IS, 0/0

### Landslagshistorik[33]
- 1972 – 4 matcher/8 mål[34]
- 1973 – 9/1
- 1974 – 9/4
- 1975 – 5/2
- 1976 – 2/0
- 1977 – 2/0
- 1978 – 4/0
- 1980 – 5/0

## Meriter
- VM-turneringar: 1974, 1978
- VM-matcher/mål: 1974: 6/4 1978: 3/0
- Guldbollen 1972, 1974
- Svensk mästare 1972
- Svensk cupmästare 1971, 1979
- Allsvensk skyttekung 1972
- Nederländsk ligamästare 1975, 1976
- Nederländsk cupmästare 1974, 1976
- Belgisk cupmästare 1981
- Fransk ligamästare 1982
- Landskamper: 40 A/15 mål 1972-1980
- Invald i Svensk fotbolls Hall of Fame 2003